# SC Wiener Neustadt (2008)
SC Wiener Neustadt es un equipo de fútbol profesional de Austria, situado en la ciudad de Theresienfeld, que juega en la Cuarta División de Austria.
Por razones de patrocinio de la empresa Magna International, el nombre del club fue SC Magna Wiener Neustadt.

## Historia
El equipo de Wiener Neustadt surge a partir de la compra de la plaza en Erste Liga (segunda división) a otro club, el SC Schwanenstadt, en enero de 2008. El club, que originalmente se llamó FC Magna, contaba con el apoyo de la empresa automovilística Magna International y el presidente de esa compañía, Frank Stronach, fue nombrado también presidente del equipo de fútbol.
En su temporada de debut, FC Magna logró el ascenso a la Bundesliga de Austria con una plantilla formada por jugadores procedentes del Schwanenstadt y descartes de equipos de la primera categoría nacional como el Austria de Viena. A finales de 2008 el FC Magna se fusionó con el 1. Wiener Neustädter SC, en una unión que se hizo efectiva el 1 de julio de 2009 con el nombre de SC Wiener Neustadt.

## Uniforme
- Uniforme titular: Camiseta azul, pantalón azul, medias azules.
- Uniforme alternativo: Camiseta blanca, pantalón azul, medias blancas.

## Estadio
SC Wiener Neustadt disputa sus partidos como local en el Wiener Neustädter Stadion, inaugurado en 1955 y donde también jugó el 1. Wiener Neustädter SC o el SV Admira. La instalación ha sufrido diversas reformas de adaptación y actualmente es capaz de albergar hasta 8.000 espectadores.

## Entrenadores
- Helmut Kraft (2008-2009)
- Peter Schöttel (2009-2011)
- Peter Stöger (2011-2012)
- Heimo Pfeifenberger(2012-2014)